# Chorzowianin
Chorzowianin – polski miesięcznik miejski o tematyce społeczno-kulturalnej, wydawany w Chorzowie.
Pierwszy (zerowy) numer „Chorzowianina” ukazał się 20 września 2000 roku, tydzień później dostępny był w kioskach i punktach sprzedaży prasy na terenie Chorzowa. Do grudnia 2010 roku był tygodnikiem, który ukazywał się co środę. Od stycznia 2011 roku ukazuje się raz w miesiącu jako pismo bezpłatne.
Logo czasopisma przedstawia rzeźbę Chłopiec z łabędziem autorstwa Theodora Erdmanna Kalidego, która znajduje się w Chorzowie na placu Jana Matejki.